# Androstadienon
Androstadienon – organiczny związek chemiczny męski, bezwonny steroid wykryty w pocie, krwi i nasieniu. Martha McClintock wykazała, że androstadienon może poprawiać nastrój u kobiet. Aktywuje on podwzgórze u kobiet. Wśród naukowców nie ma zgodności, co do uznania androstadienonu za ludzki feromon.